# Dinteranthus
Dinteranthus is een geslacht uit de ijskruidfamilie (Aizoaceae). De soorten uit het geslacht komen voor van in Namibië tot in de Kaapprovincie in Zuid-Afrika.

## Soorten
- Dinteranthus inexpectatus (Dinter) Schwantes
- Dinteranthus microspermus (Dinter & Derenberg) Schwantes
- Dinteranthus pole-evansii (N.E.Br.) Schwantes
- Dinteranthus puberulus N.E.Br.
- Dinteranthus vallis-mariae (Dinter & Schwantes) B.Fearn
- Dinteranthus vanzylii (L.Bolus) Schwantes
- Dinteranthus wilmotianus L.Bolus

... · 
Antimima · 
Argyroderma · 
Carpobrotus · 
Disphyma · 
Dorotheanthus · 
Gibbaeum · 
Lapidaria · 
Lithops · 
Mesembryanthemum · 
Sceletium · 
Tetragonia · 
...